# БАУ 23×2
БАУ-23×2 — это одноместный башенный боевой модуль украинского производства, предназначенный для установки на бронетранспортёры и бронемашины массой не менее шести тонн.

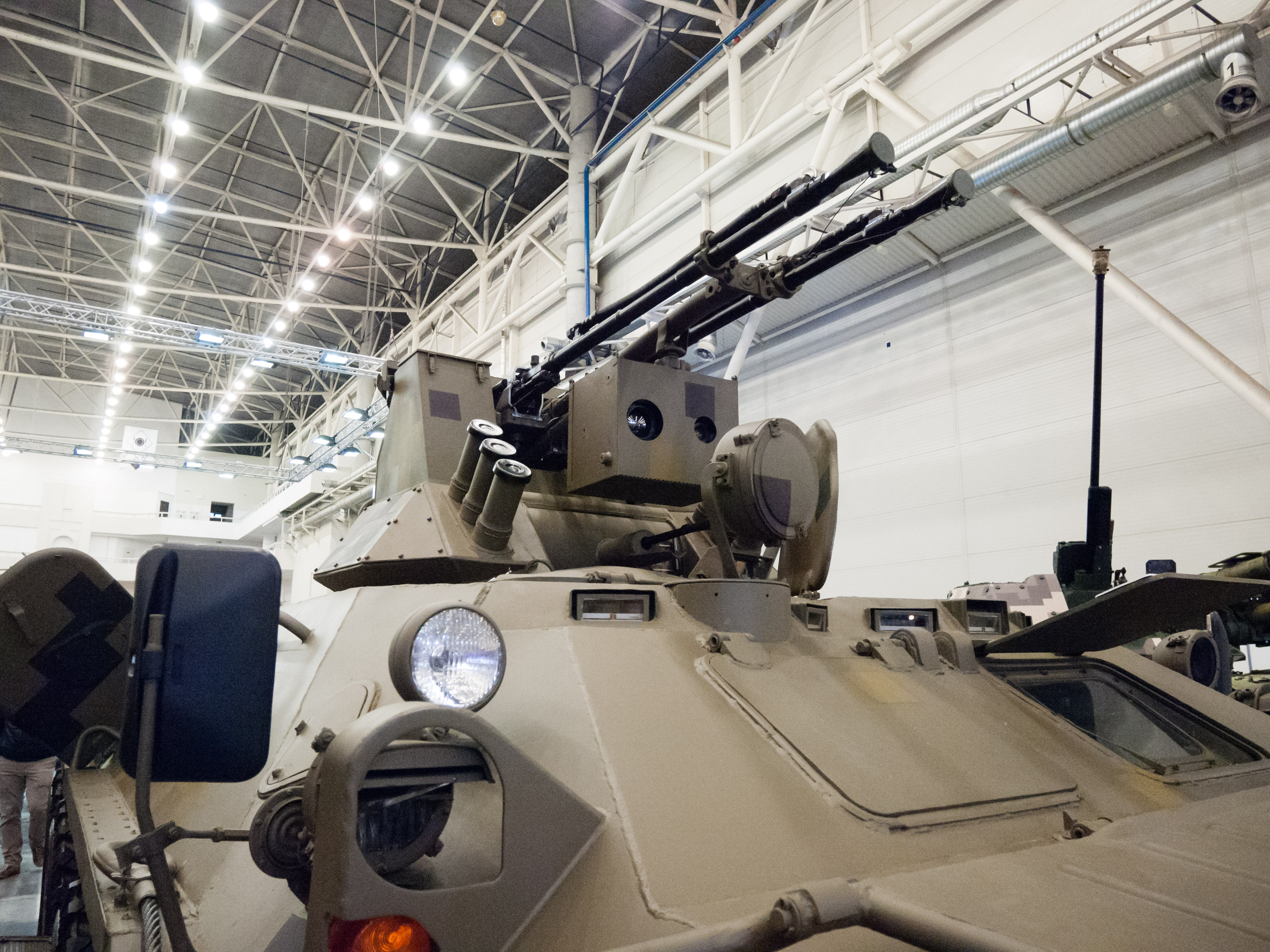
Боевой модуль БАУ 23×2 на выставке «Зброя та безпека-2016»

Является одним из первых украинских боевых модулей.

## История
Боевой модуль БАУ-23×2 был разработан ХКБМ им. А. А. Морозова, выпускается харьковским заводом имени Малышева.
Модуль испытывали на шасси советских бронетранспортёров БТР-80, БТР-70, на южноафриканском бронетранспортёре Ratel, а позднее — на БТР-4. В октябре 2017 года на выставке "Зброя та безпека-2017" фирма "Техимпекс" представила БТР-60 с модулем БАУ-23×2.
По состоянию на 2018 год, модуль входил в перечень предлагаемых на экспорт образцов вооружения.

## Описание
Основным вооружением боевого модуля БАУ-23×2 является спаренная 23-мм артиллерийская установка (два нарезных автоматических орудия 2А7М советского производства), которая способна вести огонь по наземным и низколетящим воздушным целям на расстоянии до 2000 м. Боекомплект установки составляет 200 снарядов. Дополнительным вооружением является 7,62-мм пулемёт (ПКТ или его аналог КТ-7,62 украинского производства) с боекомплектом 2000 патронов, также установлены шесть 81-мм пусковых установок дымовых аэрозольных гранат. Масса модуля составляет 1090 кг.
К недостаткам модуля следует отнести скверный обзор стрелка-оператора вооружения, ограничивающий эффективность использования вооружения.

## Страны-эксплуатанты

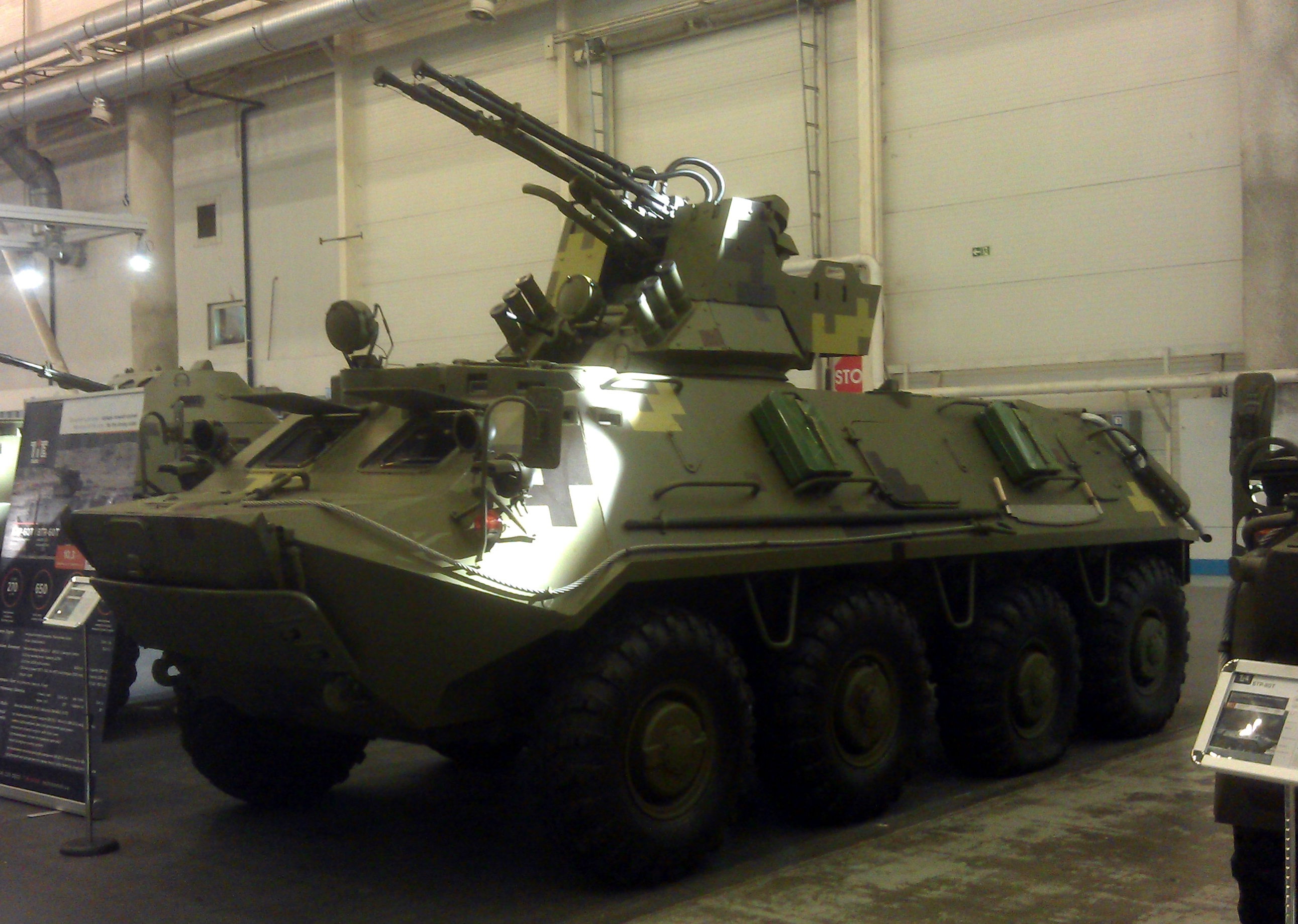
БТР-60 с модулем БАУ 23×2 на выставке «Зброя та безпека-2017»

- Украина: неизвестное количество боевых машин.
- Иордания: в 1999 году для вооружённых сил Иордании были заказаны и в 1999—2000 годы — поставлены 50 бронетранспортёров БТР-94, оснащённых боевыми модулями БАУ-23×2[8]; в феврале 2005 года был подписан контракт на поставку ещё 190[3] боевых модулей БАУ-23х2 для вооружённых сил Иордании[9] (до начала 2015 года Иордании были поставлены 106 из 190 заказанных модулей)[3]
- Ирак: в августе 2004 года все 50 иорданских БТР-94 были переданы по программе военной помощи новой армии Ирака и поступили на вооружение сухопутных войск и Национальной гвардии Ирака